# 有毒職場
有毒職場（Toxic workplace）是對職場（多半是辦公室）的非正式隐喻，其特徵是職場的成員之間有明顯的人際衝突。有毒職場環境會減低組織的生產力，會破壞職場的效率以及員工的福祉，甚至會影響公司的生存能力。

## 歷史
「有毒」(toxic）一詞用來作為不良人際關係的隱喻（而不是說明工作環境中含有毒性物質），最早是出現在1989年有關護理領導的書籍中。書中將一個高度衝突，無法合作的有毒工作環境，和有共同價值觀，可以積極聆聽的良好工作環境作對比。

## 特點
有毒職場是由「有毒」的雇主或員工的行為所產生的，這些人是被個人利益（power, 金錢, 名聲或是特別的社會地位）趨使而工作，會用不道德的方式或是行為心理操縱或貶低身邊的人，使其挫敗，或是分散注意力，不讓別人注意到他們的不當行為或是表現不佳。有毒的工作者對其工作環境及其同事沒有責任感，特別在對其他人的倫理以及專業行為上。有毒的工作者定義和其工作者關係的方式不是依组织结构，而是依他們是否喜歡，是否信任。
依照職場暴凌機構（orkplace Bullying Institute）的研究，在2017年至2021年之間，有19%的美國人在工作中遭遇虐待行為。
職場暴凌機構在2017年指出61%的暴凌者是老闆 a figure which rose to 65% in 2021.。McKinsey & Company在2022年的研究指出女性成為有毒職場受害者的比例比男性多41%，其倦怠的風險也會更高。

## 對企業和組織的影響
有毒職場會傷害公司和員工，就算不是被霸凌對象也是一樣。同事們要在鬧劇、八卦新闻以及持續的敵意中選邊站，因此無法專注工作，最後導致生產力的流失。當員工因為這些事而分心時，無法投入時間和精力在工作上，也就無法達到營運目標。積極主動且有道德感的員工可能會舉報這些有不良行為的同事，但可能反而成為攻擊目標（可以參考吹哨人）。有害員工的長官可能會被員工所恐嚇，因此試著取悅員工，避免衝突。長久下來，積極主動的員工會對工作不熱衷，且認為管理階層無能及沒效率。這會造成工作成效的不佳，員工會認為不受重視，因此形成惡性循環。